# Hans Jungbluth
Hans Jungbluth (* 14. November 1894 in Düsseldorf; † 14. April 1966 in Karlsruhe) war ein deutscher Gusstechniker.

## Leben
Hans Jungbluth studierte, promovierte und habilitierte sich zum Dr.-Ing. habil. an der Technischen Hochschule Aachen.
Von 1922 bis 1941 arbeitete er in Essen bei der Friedrich Krupp AG in der Versuchsanstalt, in der Stahlzentrale und schließlich als Leiter der Gießereibetriebe. Er heiratete Maria Heller und 1928 wurde ihr Sohn Georg geboren. Um 1940 war er Oberingenieur und Handlungsbevollmächtigter der Gussstahlfabrik. 
1941 wurde er Honorarprofessor der TH Aachen. 1943 folgte er einem Ruf auf den Lehrstuhl für Mechanische Technologie der Technischen Hochschule Karlsruhe, als Nachfolger von Arthur Kessner (1879–1941). Damit wurde er auch Direktor des Instituts für Mechanische Technologie und Materialprüfung. 1947/48 war Hans Jungbluth Rektor der TH Karlsruhe. Bei seiner Festrede, gehalten anlässlich der Übernahme des Rektorates der Technischen Hochschule Fridericiana Karlsruhe am 24. Januar 1948 erklärte er: „Nur und ausschließlich durch die Technik wird Westdeutschland am Leben bleiben können, da die eigene Landwirtschaft die Bevölkerung nicht am Leben zu erhalten vermag.“ Im Sommer, nach Währungsreform und Einführung der D-Mark befürchtete er, dass 70 % der Studenten ihr Studium abbrechen müssten. 1965 wurde er emeritiert.

## Veröffentlichungen
- mit Paul A. Heller (1893–1963): Die Wandstärkenempfindlichkeit getrennt gegossener Gußeisenproben und ihre Beziehung zur chemischen Zusammensetzung; 1938
- mit Heinz Korschan: Das Schmelzen im Kupolofen; 1938
- mit Franz Hiekel: Die metallischen Werkstoffe
- Die chemische Zusammensetzung des grauen Gußeisens und seine Zugfestigkeit; 1955
- Vom Maurer-Diagramm zum Collaud-Schaubild; Neue Hütte 4 (1959), Nr. 5, S. 267/276